# Schoenbaum Stadium
O Schoenbaum Stadium é um estádio de futebol localizado em Charleston, West Virginia, localizado no Coonskin Park. O estádio de 6.000 lugares é a casa do West Virginia Alliance FC da USL League Two.